# Ephedra
 (novembre 2013).
Si vous disposez d'ouvrages ou d'articles de référence ou si vous connaissez des sites web de qualité traitant du thème abordé ici, merci de compléter l'article en donnant les références utiles à sa vérifiabilité et en les liant à la section « Notes et références ».
Genre
Classification phylogénétique
Synonymes
- Chaetocladus J. Nelson[2]

Ephedra  est un genre de plantes gnétophytes (gymnospermes, classe des Equisetopsida) de la famille des Ephedraceae, à très vaste répartition dans l'Ancien et le Nouveau Monde, qui comprend environ 70 espèces acceptées.
Ce sont de petits arbustes presque toujours dioïques, très ramifiés, aux tiges articulées. Les fleurs sont petites, jaune verdâtre, les ovules sont enfermés dans une enveloppe assimilable à un ovaire imparfait.
Si on peut rencontrer de nombreuses espèces du genre Ephedra en Amérique du Nord, deux espèces sont notables en France et en Suisse, c'est le raisin de mer (Ephedra distachya) nommé ainsi à cause des écailles charnues rouges comestibles qui recouvrent les graines et Ephedra major (syn. E. nebrodensis). Le premier de ces arbrisseaux trapus se rencontre dans les zones côtières sablonneuses de l'ouest et du sud de la France, le second est méditerranéen mais peut atteindre les étages collinéen et montagnard (Marcel Saule - La Grande Flore illustrée des Pyrénées).

## Caractéristiques générales
Les espèces du genre Ephedra partagent les caractéristiques communes suivantes :
Ces plantes sont des arbustes, des arbrisseaux ou des plantes herbacées, généralement dioïques, rarement monoïques. Les tiges, dressées ou couchées, parfois grimpantes, sont très ramifiées, articulées, et assurent la photosynthèse, les feuilles étant très réduites.
Les rameaux, opposés ou verticillés, sont verts, cylindriques, et rainurés longitudinalement. Les feuilles, opposées ou disposées en verticilles de 3, sont réduites à des écailles plus ou moins connées à la base et réduites à des gaines membraneuses, généralement éphémères, et pour la plupart non photosynthétiques. Les canaux résinifères sont absents.

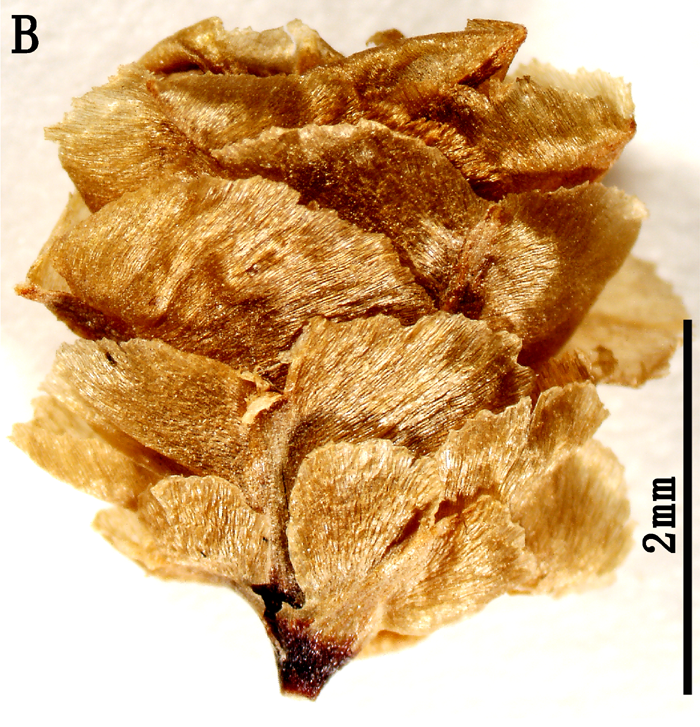
Cône femelle d’Ephedra strobilacea.

Les inflorescences sont des cônes terminaux ou axillaires, de forme ovoïde ou ellipsoïde.
Les cônes mâles, producteurs de pollen, sont solitaires ou groupés aux nœuds. Chaque cône est constitué de bractées membraneuses disposées en 2 à 8 paires, décussées ou verticillées par 3. Les bractées proximales sont vides, tandis que chaque bractée distale sous-tend une fleur mâle composée de 2 écailles soudées à la base, orbiculaires ou obovales, constituant un faux périanthe. Les anthères, sessiles ou stipitées, sont insérées sur une colonne staminale.
Les cônes femelles, producteurs de graines, sont opposés ou disposés en verticilles par 3 ou 4 aux nœuds. Chaque cône est constitué de bractées se chevauchant et disposées en 2 à 10 paires décussées ou en verticilles par 3. À maturité, ces bractées sont charnues et rouges (rarement brunes et membraneuses). Les bractées proximales sont vides tandis que les bractées distales sous-tendent une fleur femelle axillaire composée d'une paire d'écailles soudées et coriaces. Ce faux périanthe renferme l'ovule enveloppé d'un tégument membraneux unique prolongé en un micropyle tubulaire mince.
Les graines, au nombre d'une deux ou trois par cône, comptent deux cotylédons. La germination est épigée.

### Cytologie
Le nombre de chromosomes est très variable chez le genre Ephedra, prenant selon les espèces les valeurs : 2n = 14, 24, 28, 36, 56, ce qui correspond à presque toute la gamme rencontrée chez les Gymnospermes dans leur ensemble.
Le genre Ephedra est, parmi les Gymnospermes, le plus diversifié par la taille du génome, avec des valeurs 1C variant d'un facteur  proche de  5, entre 8,09 et 38,34 pg, et il comprend la plus grande taille de génome constatée chez les Gymnospermes avec 2n = 8x = 56 chez Ephedra antisyphilitica. Selon une étude américaine de 2015 portant sur une trentaine d'espèces, plus des deux tiers des espèces sont polyploïdes, la tétraploïdie étant la plus courante (54 % sont tétraploïdes, 2 % sont pentaploïdes, 10 % sont hexaploïdes et 4 % sont octoploïdes.

## Distribution et habitat

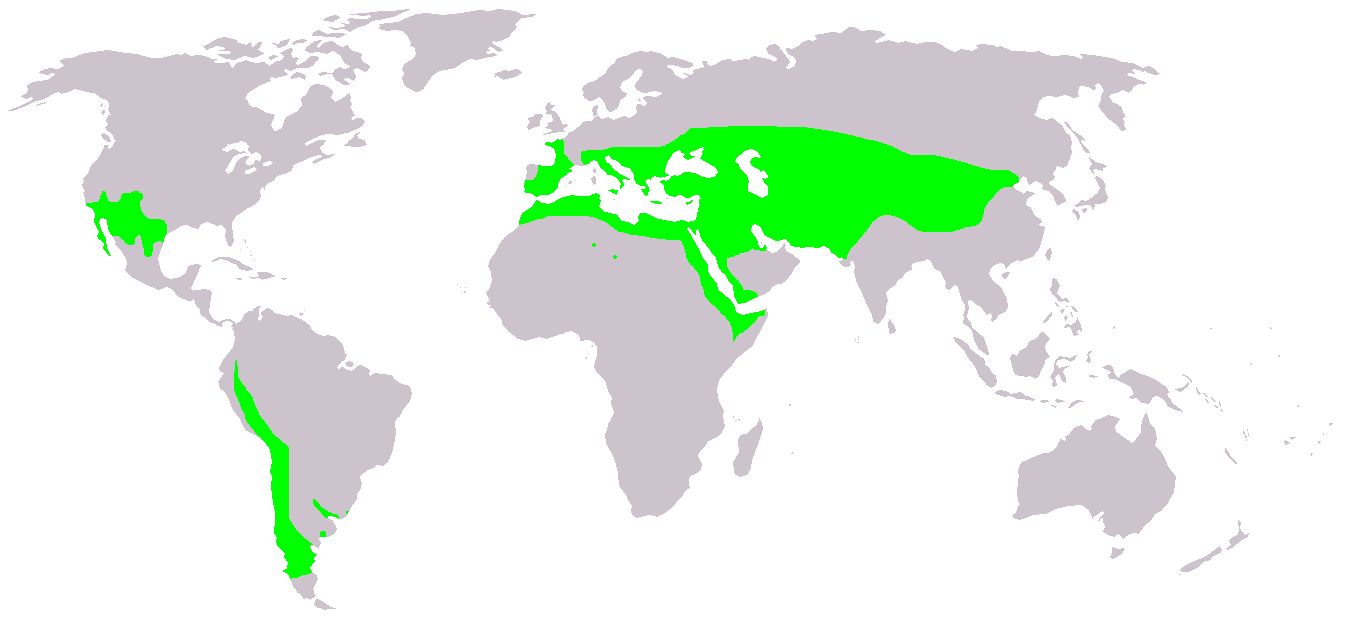
Aire de répartition du genre Ephedra.

L'aire de répartition du genre Ephedra est très vaste, s'étendant à la fois dans l'Ancien et le Nouveau Monde. Ces espèces se rencontrent en Eurasie, de l'Europe méridionale jusqu'en Sibérie et en Chine, et de l'Anatolie à la péninsule arabique, dans le nord de l'Afrique (Afrique du Nord, y compris la Macaronésie, et corne de l'Afrique) ainsi qu'en Amérique du Nord (sud-ouest des États-Unis et nord du Mexique) et en Amérique du Sud (de l'Équateur à la Terre de feu),.
Ces plantes se rencontrent principalement dans des zones semi-arides ou arides, le plus souvent sur des sols secs, rocailleux ou sablonneux. Quelques espèces se rencontrent dans les prairies.

## Composition chimique
Le genre Ephedra est l'un des rares parmi les Gymnospermes à produire des alcaloïdes. Les espèces de ce genre contiennent notamment des alcaloïdes, du type « éphédrine », ayant une importance biologique certaine : éphédrine, pseudoéphédrine, noréphédrine, norpseudoéphédrine, méthyléphédrine et méthylpseudoéphédrine. En outre, on a signalé chez certaines espèces eurasiennes, outre les alcaloïdes du type « éphédrine », des  éphédroxanes, et des spermidines macrocycliques, appelées éphédradines A à D.
D'autres composés chimiques sont également présents, notamment des kynurénates, des acides citrique, oxalique et malique, des saponines, des cristaux d'oxalate de calcium et des traces de minéraux. Les composés volatils présents dans ces plantes sont principalement représentés par des terpénoïdes qui peuvent servir de marqueurs chimiotaxinomiques.
La teneur totale en alcaloïdes des différentes espèces du genre Ephedra varie considérablement. Certaines, comme les espèces américaines, ne produisent pratiquement aucun alcaloïde actif. La seule espèce commune en Europe, Ephedra distachya, produit peu d'alcaloïdes. En revanche, les espèces chinoises et indiennes produisent des quantités importantes de composés actifs. C'est notamment le cas d’Ephedra sinica et Ephedra equisetina en Chine et d’Ephedra intermedia et Ephedra gerardiana en Inde.

## Utilisation
La médecine traditionnelle chinoise utilise les propriétés stimulantes et bronchodilatatrices d'Ephedra sinica (Ma-Huang) depuis plusieurs millénaires : la plante fait partie des 365 remèdes du Shen nung pen Ts'ao king. L'éphédrine stimule le système nerveux central, surtout utilisé comme décongestionnant nasal et en traitement de l'asthme. Prise par un sportif en dehors d'indications thérapeutiques, l'éphédra est considérée comme énergisante. La dose toxique est par ailleurs relativement faible.
Des travaux en cours à l'Universidad Nacional de Tucumán (Argentine), menés conjointement par María Inés Isla, María Rosa Alberto, et la doctorante Romina Torres Carro montrent que Ephedra multiflora possède des propriétés anti inflammatoires.

## Liste d'espèces
Selon The Plant List (1 janvier 2020) :
- Ephedra alata Decne.
- Ephedra altissima Desf.
- Ephedra americana Humb. & Bonpl. ex Willd.
- Ephedra antisyphilitica Berland. ex C.A.Mey.
- Ephedra aphylla Forssk.
- Ephedra arenicola H.C.Cutler
- Ephedra aspera Engelm. ex S.Watson
- Ephedra aurantiaca Takht. & Pachom.
- Ephedra boelckei F.A.Roig
- Ephedra botschantzevii Pachom.
- Ephedra breana Phil.
- Ephedra brevifoliata Ghahr.
- Ephedra californica S.Watson
- Ephedra chilensis C.Presl
- Ephedra compacta Rose
- Ephedra coryi E.L.Reed
- Ephedra cutleri Peebles
- Ephedra dahurica Turcz.
- Ephedra dawuensis Y.Yang
- Ephedra distachya L. (Raisin de mer)
  - Ephedra distachya subsp. helvetica
- Ephedra eleutherolepis V.A.Nikitin
- Ephedra equisetina Bunge
- Ephedra fasciculata A.Nelson
- Ephedra fedtschenkoae Paulsen
- Ephedra foeminea Forssk.
- Ephedra foliata Boiss. ex C.A.Mey.
- Ephedra fragilis Desf.
- Ephedra frustillata Miers
- Ephedra funerea Coville & C.V.Morton
- Ephedra gerardiana Wall. ex Stapf
- Ephedra glauca Regel
- Ephedra holoptera Riedl
- Ephedra intermedia Schrenk & C.A.Mey.
- Ephedra intermixta H.C.Cutler
- Ephedra kardangensis P.Sharma & P.L.Uniyal
- Ephedra khurikensis P.Sharma & P.L.Uniyal
- Ephedra laristanica Assadi
- Ephedra likiangensis Florin
- Ephedra lomatolepis Schrenk
- Ephedra major Host (Grand Éphédra ou Grande Uvette)
  - Ephedra major subsp. major
  - Ephedra major subsp. procera
- Ephedra milleri Freitag & Maier-St.
- Ephedra minuta Florin
- Ephedra monosperma J.G.Gmel. ex C.A.Mey.
- Ephedra multiflora Phil. ex Stapf
- Ephedra nevadensis S.Watson
- Ephedra ochreata Miers
- Ephedra oxyphylla Riedl
- Ephedra pachyclada Boiss.
- Ephedra pedunculata Engelm. ex S.Watson
- Ephedra pentandra Pachom.
- Ephedra przewalskii Stapf
- Ephedra pseudodistachya Pachom.
- Ephedra regeliana Florin
- Ephedra rhytidosperma Pachom.
- Ephedra rituensis Y.Yang, D.Z.Fu & G.H.Zhu
- Ephedra rupestris Benth.
- Ephedra sarcocarpa Aitch. & Hemsl.
- Ephedra sinica Stapf (Éphédra chinois ou mahuang)
  - Ephedra sinica var. pumila
- Ephedra somalensis Freitag & Maier-St.
- Ephedra strobilacea Bunge
- Ephedra sumlingensis P.Sharma & P.L.Uniyal
- Ephedra tilhoana Maire
- Ephedra torreyana S.Watson
- Ephedra transitoria Riedl
- Ephedra triandra Tul.
- Ephedra trifurca Torr. ex S.Watson
- Ephedra trifurcata Zöllner
- Ephedra tweedieana C.A.Mey.
- Ephedra viridis Coville
- Ephedra vvedenskyi Pachom.